# Шидрак
Шидрак (фр. Chidrac) насеље је и општина у централној Француској у региону Оверња, у департману Пиј де Дом која припада префектури Исоар.
По подацима из 2011. године у општини је живело 487 становника, а густина насељености је износила 136,41 становника/km². Општина се простире на површини од 3,57 km². Налази се на средњој надморској висини од 446 метара (максималној 644 m, а минималној 445 m).

## Демографија
| 1962. | 1968. | 1975. | 1982. | 1990. | 1999. | 2011. |
| ----- | ----- | ----- | ----- | ----- | ----- | ----- |
| 363   | 387   | 371   | 379   | 397   | 377   | 487   |

График промене броја становника у току последњих година